# Vlaams Centrum voor Agro- en Visserijmarketing
Het Vlaams Centrum voor Agro- en Visserijmarketing vzw (VLAM) is een extern verzelfstandigd agentschap (EVA) van het Beleidsdomein Landbouw en Visserij van de Vlaamse overheid. Het voert promotie voor de producten en diensten van de sectoren landbouw, tuinbouw, visserij en agrovoeding. VLAM ontvangt zijn inkomsten van de Vlaamse overheid, agrarische producenten en marktdeelnemers.
VLAM doet ook marketingonderzoek, geeft voedingsinformatie en verzorgt een keurmerk voor Vlaamse streekproducten, zoals:
- Antwerpse handjes, tevens Europese bescherming als  gegarandeerde traditionele specialiteit
- Dendermondse paardenworsten
- Liers vlaaike
- Lokerse paardenworst
- Mostaard Wostyn

Sinds 2004 is het de opvolger van de Nationale Dienst voor Afzet van Land-en Tuinbouwproducten (NDALTP).